# Kruhový tkací stroj
Kruhový tkací stroj (angl.: circular loom, něm.: Rundwebmaschine) je zařízení na výrobu tkanin hadicového tvaru.

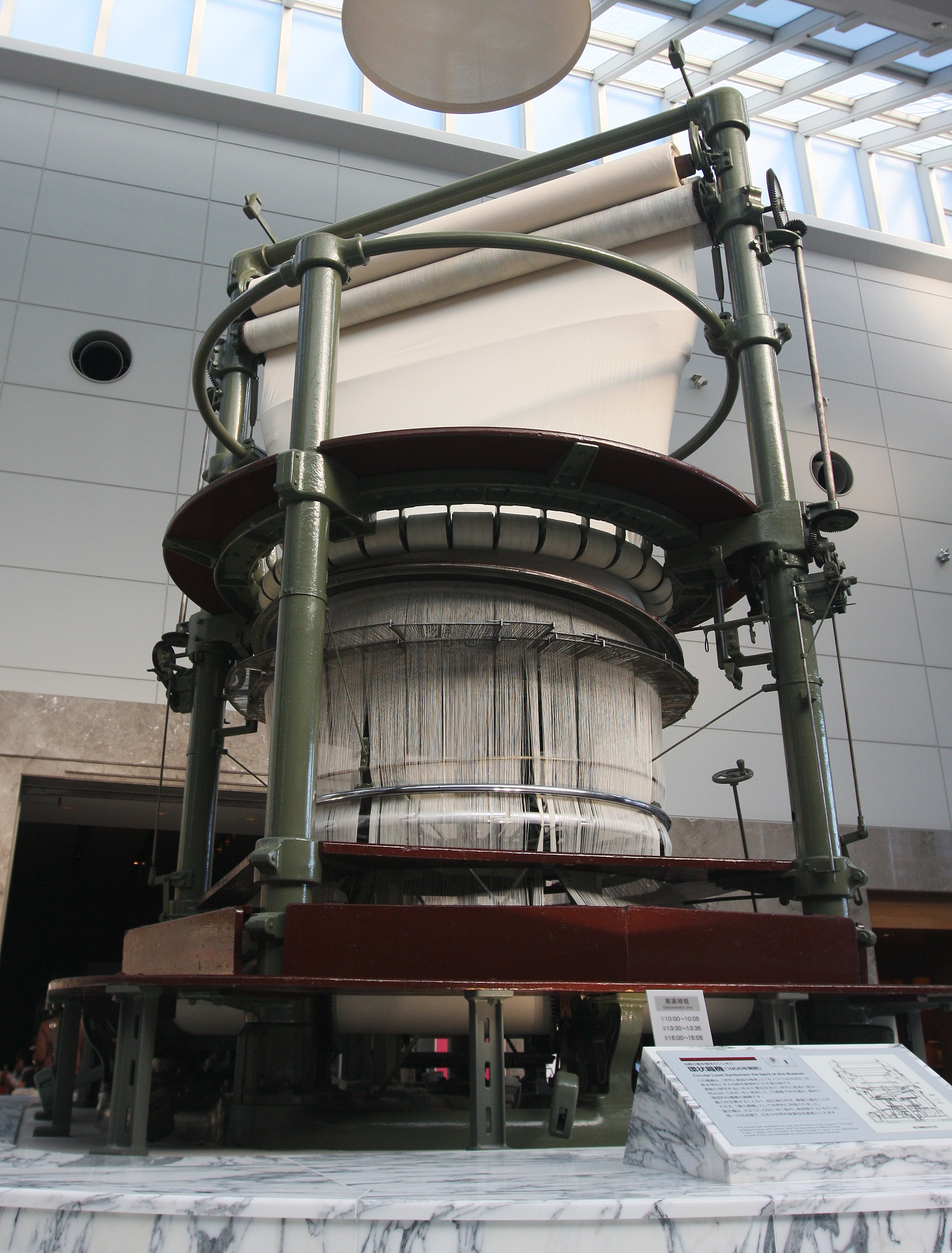
Japonský kruhový tkací stroj z roku 1906

## Funkce stroje
Systém tkaní je podobný jako u rovinného víceprošlupního stroje s tím rozdílem, že všechny pracovní orgány jsou uspořádány do kruhu. Osnovní nitě se vedou jednotlivě z cívek přes vstupní prstenec k tzv. kalibrovacímu (tkacímu) prstenci. Prošlupní ústrojí sestává z listů rozdělených do sekcí (po cca 20-30 nitích), otvírání a zavírání prošlupu a příraz útku probíhá ve vlnách, způsobených postupným pohybem jednotlivých sekcí. Útek se při prohozu odvíjí z cívky umístěné na zanášeči, který obíhá nepřetržitě v kruhovém prošlupu. Hotová tkanina se odvádí v hořejší části stroje ke svinovacímu zařízení.

## Výkonnostní parametry
Na moderních strojích se vyrábí tkaniny s pracovní šířkou cca 50 - 220 cm (objem hadice max. 440 cm), z maximálně 2200 osnovních nití. 
Stroje jsou běžně vybaveny 4-8 zanášeči útku, hmotnost cívek do cca 10 kg, rychlost až 1000 metrů útku za minutu, výroba hotové tkaniny (v závislosti na materiálu a dostavě) 40-80 m²/hod. 

## Z historie kruhového tkaní

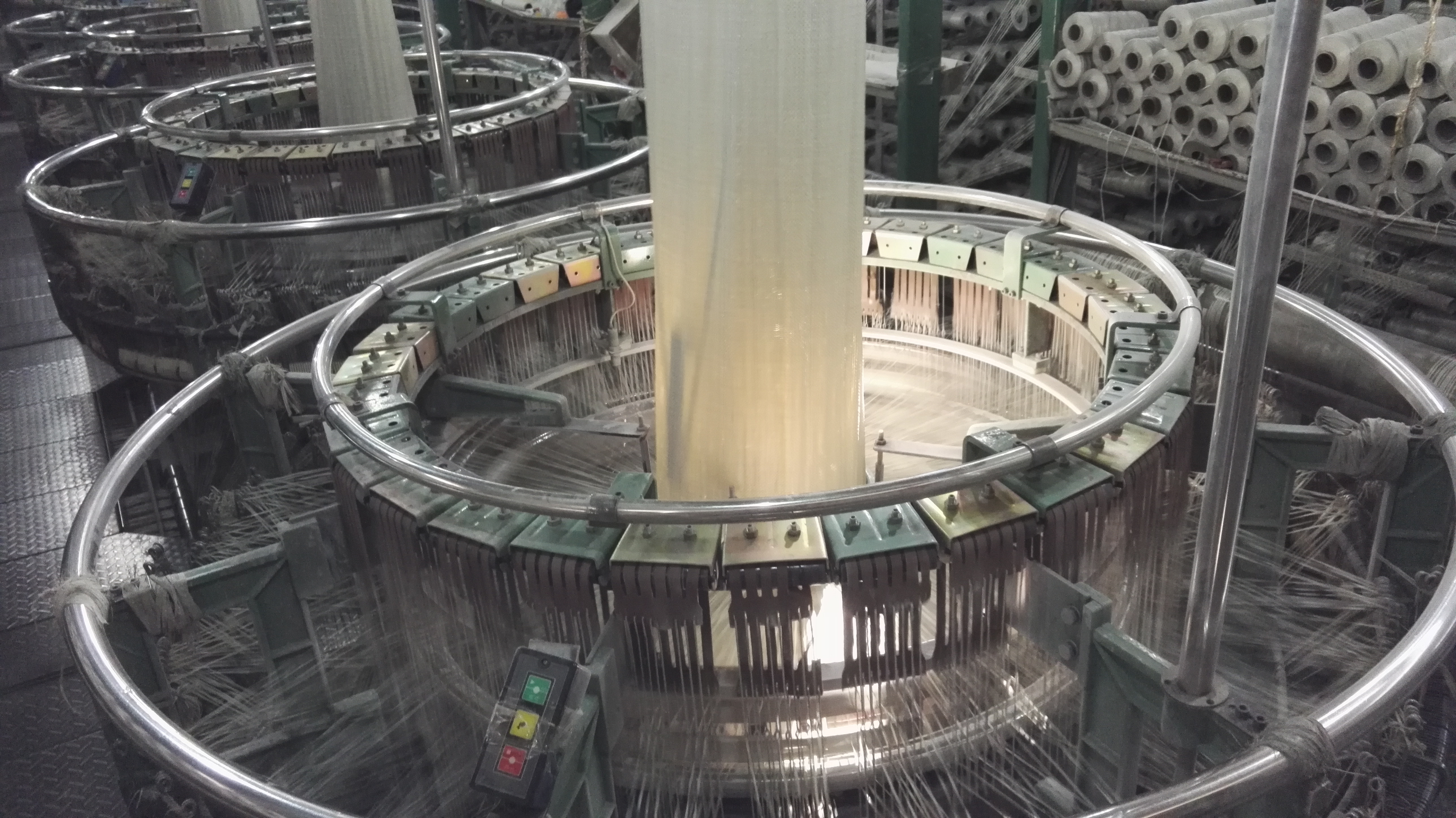
Kruhové tkací stroje (Čínská výroba obalů ve 2. dekádě 21. století)

- Nejstarší nálezy kruhově tkaných textilií pochází z období cca 1800 př. n. l. ze Skandinávie. [4]
- Celosvětově první kruhový tkací stroj použitelný v průmyslové výrobě byl instalován v Brně v roce 1897. Stroj konstruovaný podle patentu bratrů Heroldových na principu elektromagnetického pohonu zanášeče útku běžel s maximálním výkonem 384 metrů zatkaného útku za minutu. [5]
- V Československu se začátkem padesátých let minulého století zkoušely prototypy vynálezců Linky (Liberec)[6] a Rollera (Ústí nad Orlicí). [7] Ty se však neosvědčily a asi o pět let později se pak začal vyrábět v n. p. Kovostav v Ústí nad Orlicí maloprůměrový (100 mm) šestičlunkový stroj podle patentu norského vynálezce Christiansena. [8] O počtu vyrobených strojů a časovém ohraničení produkce není nic známo.
- Asi do 60. let minulého století se na kruhových strojích tkaly hlavně hadice z konopných přízí, v současné době jsou to především obalové tkaniny z polypropylenových a polyethylenových fóliových přízí. Přední výrobce kruhových tkacích strojů, rakouská firma Starlinger uvádí, že je v roce 2011 v provozu 40 000 jejích strojů (u 850 zákazníků). [9] Mimo toho se tato zařízení vyrábí např. v Číně, na Tchaj-wanu a v menších strojírnách v Německu. [10] [11]
- Z těchto informací [9] se dá odvodit, že se v současné době (2017) na hadicové tkaniny zpracovává ročně nejméně jeden milion tun přízí z fóliových pásků.